# Czermnica (Fluss)
Die Czermnica (deutsch Tscherbeneyer Wasser, 1937–1945 Grenzecker Wasser; tschechisch Čermná, auch Čermenský potok und Červený potok) ist ein linker Nebenfluss der Brlenka. Das von der Czermnica durchflossene Gebiet gehört zum Powiat Kłodzki in der Woiwodschaft Niederschlesien in Polen sowie zum Okres Náchod in Tschechien. 

## Beschreibung
Die Czermnica entspringt im Feuchtgebiet Długie Mokradło (Langer See) im Heuscheuergebirge. Sie fließt zunächst Richtung Nordwest zwischen der Ptasia Góra (Vogelberg) und den Błędne Skały (Wilde Löcher). Vor Pstrążna wendet sie sich in Richtung Südwest und erreicht das nördliche Ende von Czermna (Tscherbeney/Grenzeck), das sie als Dorfbach bis ans südliche Ende durchfließt. Auf Höhe des Kurparks von Kudowa-Zdrój (Bad Kudowa) nimmt sie als linken Nebenfluss den ebenfalls aus dem Heuscheuergebirge kommenden Kudowsky potok (Kudowaer Wasser) auf. Hier wendet sie sich nach Westen und fließt über die nahe Landesgrenze durch Malá Čermná in Tschechien. Nach Ortsende erreicht sie nochmals polnisches Gebiet, das zu den Gemarkungen von Słone (Schlaney/Schnellau) gehört. Dort fließt sie als linker Nebenfluss in die von Norden kommende Brlenka, die östlich von Vysoká Srbská entspringt. Nach einem knappen Kilometer erreicht ihr Wasser zusammen mit der Brlenka wieder tschechisches Gebiet und mündet bei Velké Poříčí in die aus der Adersbach-Weckelsdorfer Felsenstadt kommende Metuje (Mettau).
Obwohl die Quelle der Czermnica zum Glatzer Kessel gehört, dessen Gewässer in die Oder und damit in die Ostsee entwässern, fließt die Czermnica  über die Brlenka und die Mettau in die Elbe, und damit der Nordsee zu, da oberhalb ihrer Quelle die Wasserscheide verläuft.